# 소스: 아내들의 파업
소스: 아내들의 파업(La source des femmes, The Source)은 프랑스에서 제작된 라두 미하일레아누 감독의 2011년 코미디, 드라마 영화이다. 레일라 벡티 등이 주연으로 출연하였다.

## 출연

### 주연
- 레일라 벡티
- 살레흐 바크리
- 합시아 헤지
- 히암 압바스

## 제작진
- 프로듀서: 뤽 베송
- 프로듀서: 데니스 캐롯
- 프로듀서: 개턴 데이빗
- 프로듀서: 피에르-엔지 르 포갬
- 프로듀서: 라두 미하일레아누
- 미술: 크리스티안 니쿠레스크
- 의상: 비오리카 페트로비치
- 섭외: 아딜 압델와압
- 섭외: 지지 아코카